# صفية الزياني
صفية الزياني ممثل مغربي.

## السيرة الذاتية
إحدى الرائدات في مجال التمثيل في المغرب بدات حياتة بالميدان الفني أو المسرحي عن دراية كبيرة ومميزة، كانت الشبيبة والرياضة تقيم كل سنة مباريات مكثفة في المسرح التعبيري وفي سنة 1957 م، التحقت بتلك المباراة التي كانت تقام في تلك السنة، للتدريب المسرحي.وفي نهاية المباراة نجحت بتفوق كبير ومتميز.
وفي سنة 1958 م التحقت كذلك بالمباراة التي كانت تقيمها الشبيبة والرياضة في مركز المعمورة، وفي نهاية المباراة السنوية نجحت كذلك بتفوق كبير.
وفي سنة 1959 م التحقت أيضا بالمباراة الثالثة الذي كانت تقيمها هذه الأخيرة في نفس المركز.
وفي 1960 م افتتحت الشبيبة والرياضة مدرسة المسرح الوطني للتكوين المسرحي فالتحقت بالمدرسة الوطنية للمسرح « L’art Dramatique » فتلمذت عن أساتذة أوروبيين ومغاربة، فأخذت درس لقاء في التعبير المسرحي عن الأستاذ عبد الله شقرون، وأخذت دروس في تاريخ المسرح عن الأستاذ " عبد الرحمان السايح"، وأخذت كذلك ممارسة المسرح والتكوين المسرحي عن الأستاذ" عبد الصمد الكنفاوي" وتعلمت فلسفة المسرح عن الأستاذ الطاهر واعزيز" أما بالنسبة للأستاتذة الفرنسيين درست تكوين المسرحي المكثف عن الأستاذ « André VOISIN » وأخدت الحركة التعبيرية، الرقص الكلاسيكي الباليه عن الأستاذ «Dominique » وتعلمت تقنيات المسرح السينوغرافيا كالديكور والملابس والصوت والإنارة والأدوات المسرحية « Les accessoires » كصناعة الماسك الذي يعبر عن الحياة الشخصية الفنية باخزانها ومآسيها وأفراحها اجتماعيا واقتصاديا وسياسيا.
وفي آخر سنة 1962 م، التحقت بالفرقة الوطنية التابعة للشبيبة والرياضة كممثلة محترفة، فشاركت في عدة مسرحيات عربية، مغربية، وأوروبية كموليير وشكسبير ودومارشية ويريخت، وكذا مسرحيات مغربية مع الطيب صديقي، الطيب لعلج، الطاهر واعزيز، عبد الصمد الكنفاوي وغيرهم...وشاركت على مايقرب آلاف المسرحيات.
وفي سنة 1967 م التحقت بالفرقة الوطنية التابعة للإذاعة الوطنية. فشاركت في عدة مسرحيات إذاعية وتلفزيونية وكذلك مسلسلات إذاعية وتلفزيونية كذلك على مايقرب الآلاف من الأعمال الإذاعية والتلفزيونية.
أما بالنسبة للسينما المغربية كنت أبتعد عنها فكانت مشاركتي المغربية مع الأستاذ الجيلالي فرحاتي الذي كان يسمونه دافيد لين المغربي المخرج العبقري الأمريكي.
شاركت مع هذا الأخير بفلمين"أبناء الشاطئ الضائعين" وذاكرة معتقلة" هاذين الفلمين هما اللتان أوصلاني إلى السينما العالمية، فشاركت مع إنتاج فرنسي فيلم «La Nuit Sacrée » ليلة القدر للدكتور الطاهر بنجلون، وكان دوري في المربية وكان الرابع في الفيلم. وكنت ندا لند مع النجوم الفرنسيين.
وكذلك شاركت إنتاج إيطالي ضخم وشخصت فيه دور مربية فرعون الثالث وكنت كذلك ندا لند مع النجوم الإيطاليون، وشاركت أيضا في سلسلة ألمانية عن الأنبياء وشخصت فيه الدور الأول زوجة سيدنا نوح وكنت كذلك ندا 

## اعمالها
1. جحا يا جحا 2 (2010) قامت بدور (والدة جحا)
2. حديدان (2009)
3. الوريث (2007) قامت بدور (هرنانة)
4. الوصية (1999)
5. لالة شافية (1982)
6. شمس القنديل